# Ergun (Name)
Ergun ist ein türkischer männlicher Vorname und Familienname mongolischer Herkunft. Ergun hat u. a. die Bedeutung „schnell, rasch“; „flink, gewandt“.
(Es besteht etymologisch kein Zusammenhang mit dem türkischen Vor- und Familiennamen Ergün.)

## Namensträger

### Vorname
- Ergun Ercins (1935–1986), türkischer Fußballspieler und -trainer
- Ergun Kantarcı (1946–2015), türkischer Fußballspieler und -trainer
- Ergun Ortakçı (* 1959), türkischer Fußballspieler und -trainer
- Ergun Öztuna (1937–2023), türkischer Fußballspieler und -trainer

### Familienname
- Sabri Ergun (1918–2006), türkischer Chemieingenieur
- Zeynep Ergun (* 1956), türkischer Linguist